# Grb Pridnjestrovske Moldavske Republike
Grb Pridnjestrovske Moldavske Republike zasnovan je na grbu Moldavske SSR. Trenutačni je oblik usvojen Zakonom o državnim simbolima iz 2000. godine.
Na grbu se nalazi natpis "Pridnjestrovska Moldavska Republika" na moldavskom, ruskom i ukrajinskom jeziku. Tu su i svi klišeji socrealizma: izlazeće sunce, klasje pšenice, kukuruz, grožđe, srp i čekić te zvijezda petokraka.

## Poveznice
- Zastava Pridnjestrovske Moldavske Republike